# Stříbrnice (Staré Město)
Stříbrnice (německy Stubenseifen) je vesnice, část města Staré Město v okrese Šumperk v Olomouckém kraji. Nachází se asi 3,5 km na západ od Starého Města. V roce 2009 zde bylo evidováno 61 adres. V roce 2001 zde trvale žilo 118 obyvatel.
Stříbrnice je také název katastrálního území o rozloze 9,25 km2.

## Historie
Roku 1965 byla do Stříbrnic včleněna obec Nový Rumburk, která se nacházela východně od obce. Byla založena na pozemcích panského dvora roku 1769 knížetem Adamem z Lichtenštejna, který sem povolal několik rodin poddaných z Rumburku v Čechách.
| Rok            | 1869 | 1880 | 1890 | 1900 | 1910 | 1921 | 1930 | 1950 | 1961 | 1970 | 1980 | 1991 | 2001 | 2011 | 2021 |
| -------------- | ---- | ---- | ---- | ---- | ---- | ---- | ---- | ---- | ---- | ---- | ---- | ---- | ---- | ---- | ---- |
| Počet obyvatel | 536  | 493  | 512  | 477  | 477  | 443  | 414  | 233  | 154  | 140  | 117  | 118  | 118  | 47   | 38   |

## Památné stavby
- Křížová cesta
- Kostel svaté Anežky České
- kaple svaté Anny - zaniklá, v původní části obce Nový Rumburk

## Další informace
- Naučná stezka Králický Sněžník